# Championnat de Lettonie de football 2001
Navigation
Saison précédente Saison suivante
La saison 2001 du Championnat de Lettonie de football était la 11e édition de la première division lettone. La Virsliga regroupe les 8 meilleurs clubs lettons au sein d'une poule unique qui s'affrontent 4 fois durant la saison, deux fois à domicile et deux fois à l'extérieur. À l'issue du championnat, le club classé dernier est relégué en deuxième division.
C'est le Skonto Riga, champion de Lettonie depuis 10 saisons, qui remporte une nouvelle fois la compétition en terminant la saison en tête du championnat. C'est le 11e titre -consécutif- de champion de Lettonie de son histoire. Le Skonto réussit un 2e doublé consécutif en battant en finale de la Coupe de Lettonie le Dinaburg FC.

## Les 8 clubs participants
| - Skonto Riga - FK Riga - Dinaburg FC - FK Liepajas Metalurgs | - FK Zibens/Zemessardze - Promu de D2 - PFK/Daugava Riga - FK Valmiera - FK Ventspils |

## Compétition

### Classement
Le barème de points servant à établir le classement se décompose ainsi :
- Victoire : 3 points
- Match nul : 1 point
- Défaite : 0 point

| Rang | Équipe                    | Pts | J  | G  | N | P  | Bp | Bc  | Diff |
| ---- | ------------------------- | --- | -- | -- | - | -- | -- | --- | ---- |
| 1    | Skonto Riga (T) (C)       | 68  | 28 | 22 | 2 | 4  | 94 | 26  | +68  |
| 2    | FK Ventspils              | 67  | 28 | 22 | 1 | 5  | 69 | 21  | +48  |
| 3    | FK Liepājas Metalurgs     | 64  | 28 | 20 | 4 | 4  | 60 | 24  | +36  |
| 4    | Dinaburg FC               | 50  | 28 | 15 | 5 | 8  | 60 | 29  | +31  |
| 5    | PFK/Daugava Riga          | 38  | 28 | 12 | 2 | 14 | 37 | 38  | -1   |
| 6    | FK Valmiera               | 19  | 28 | 5  | 4 | 19 | 28 | 56  | -28  |
| 7    | FK Riga                   | 14  | 28 | 3  | 5 | 20 | 25 | 72  | -47  |
| 8    | FK Zibens/Zemessardze (P) | 4   | 28 | 1  | 1 | 26 | 11 | 118 | -107 |

|  | Qualification pour la Ligue des champions 2002-2003                                |
|  | Qualification pour la Coupe UEFA 2001-2002 et pour la Coupe Intertoto 2002         |
|  | Qualification pour la Coupe UEFA 2002-2003                                         |
|  | Relégation en deuxième division                                                    |
|  | (T) Tenant du titre (C) Vainqueur de la Coupe de Lettonie (P) Promu de 2e division |

## Bilan de la saison
| Championnat de Lettonie de football 2001 |                         |
| Champion                                 | Skonto Riga (11e titre) |
| Coupes et trophées                       |                         |
| Vainqueur de la Coupe de Lettonie 2001   | Skonto Riga             |
| Qualifications continentales             |                         |
| Ligue des champions 2002-2003            | Skonto Riga             |
| Coupe UEFA 2001-2002                     | Dinaburg FC             |
| Coupe UEFA 2002-2003                     | FK Ventspils            |
| Coupe Intertoto 2002                     | Dinaburg FC             |
| Promotions et relégations                |                         |
| Promus en Virsliga                       | Auda Riga               |
| Relégués en Latvian First League         | FK Zibens/Zemessardze   |